# Killashee
Killashee es una localidad situada en el condado de Longford de la provincia de Leinster (República de Irlanda), con una población en 2016 de 215 habitantes, con un aproximado de 15 personas por kilómetro cuadrado.
Se encuentra ubicada en el centro del país, a poca distancia del río Shannon.